# Daniel Arnold (Tischtennisspieler)

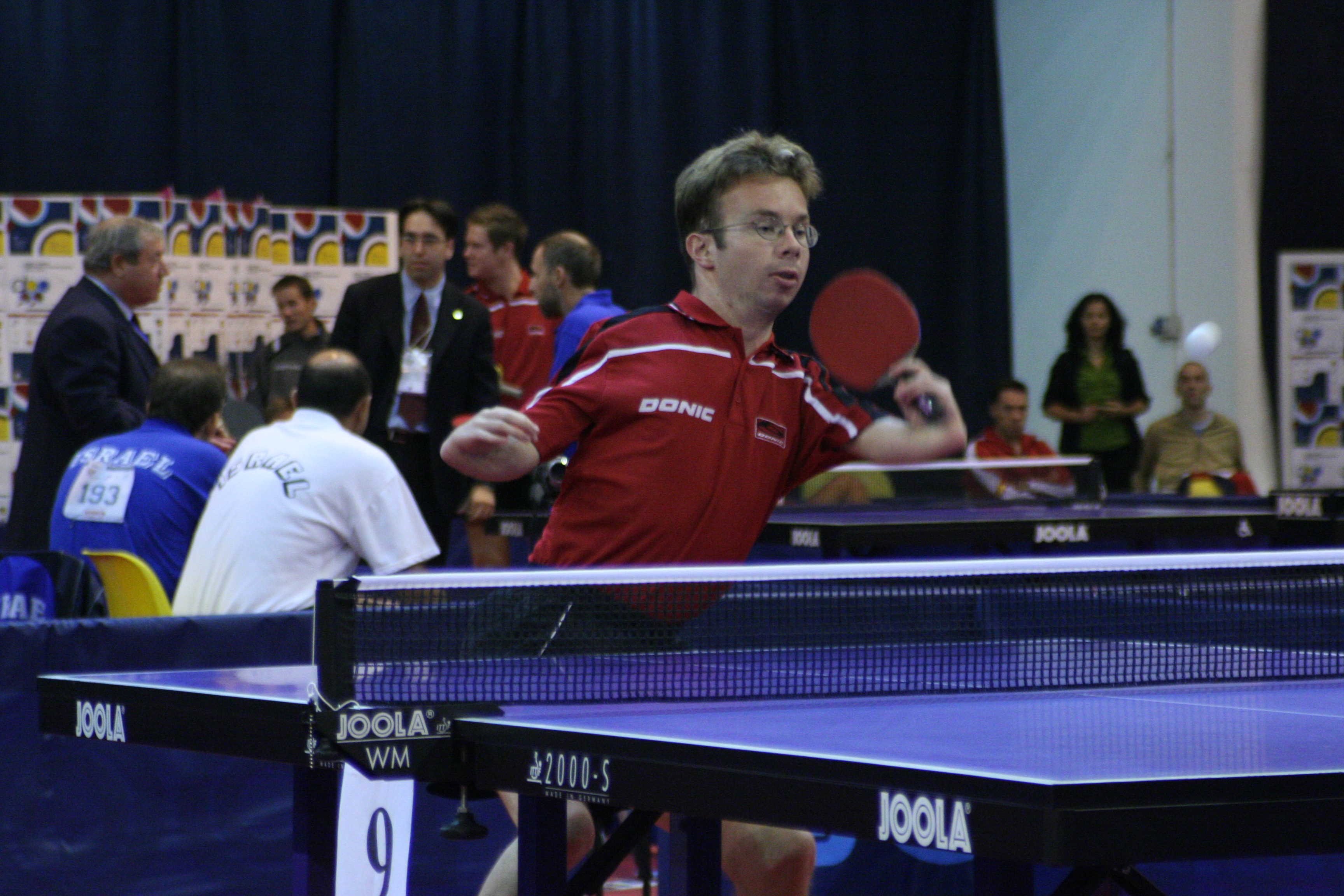

Daniel Arnold (* 16. Dezember 1978 in Augsburg) ist ein deutscher Tischtennisspieler. Bis 2011 gewann er drei Goldmedaillen bei den Paralympischen Spielen, fünf Titel bei Weltmeisterschaften und acht Titel bei Europameisterschaften für Behinderte.

## Werdegang
Daniel Arnold spielt wegen der Verkürzung beider Arme und des rechten Beines im Behindertensport in der Wettkampfklasse 6, gelegentlich zudem in der Wettkampfklasse AB für „Allgemeinbehinderte“. Er begann mit dem Tischtennissport als Siebenjähriger beim Verein TSV Merching. Ab 1995 startete er bei den Behinderten. Er wechselte zum BSV München, wo er bei den Behinderten mitspielt. Zusätzlich spielt er seit 1999 beim Post SV Augsburg in einer Nicht-Behinderten Mannschaft. Seit 1999 belegte er mehrere Jahre lang in der Weltrangliste Platz eins.

## Erfolge
Die wichtigsten Erfolge bei Deutschen Meisterschaften (DM), Deutschen Mannschaftsmeisterschaften (DMM), Europameisterschaften (EM), Weltmeisterschaften (WM) und Paralympics:
- 1996 DM in St. Ingbert: 1. Platz Einzel (Klasse 6), Platz Doppel (Winfried Stelzner)
- 1997 DM in Stuttgart: 1. Platz Einzel
- 1997 EM in Stockholm (Schweden): Gold im Team, Dritter im Einzel
- 1998 DM in Furtwangen: 2. Platz Einzel
- 1998 WM in Paris (Frankreich): Gold im Einzel, Gold im Team
- 1999 DM in Dessau: 1. Platz Einzel
- 1999 EM in Piestany (Slowakei): Gold im Einzel, Gold im Team
- 2000 DM in Ulm: 1. Platz Einzel, 3. Platz Doppel (offene Klasse mit Peter Fenn)
- 2000 Paralympics in Sydney (Australien): Silber im Einzel, Gold im Team
- 2001 DM in Berlin: 1. Platz Einzel, 1. Platz Doppel (offene Klasse mit Peter Fenn), 3. Platz Einzel (offene Klasse)
- 2001 EM in Frankfurt (Deutschland): Gold im Team
- 2002 DM in Laichingen: 1. Platz Einzel
- 2002 WM in Taipeh (Taiwan): Gold im Team (mit Dieter Meyer und Rainer Schmidt), Dritter im Einzel (Niederlage im Halbfinale gegen Dieter Meyer)[2]
- 2003 DM in Offenburg: 1. Platz Einzel, 2. Platz Doppel (offene Klasse mit Peter Fenn)
- 2003 EM in Zagreb (Kroatien): Gold im Team, Silber im Einzel[3]
- 2004 DM in Koblenz: 1. Platz Einzel
- 2004 Paralympics in Athen (Griechenland): Gold im Einzel, Gold im Team[4]
- 2005 DM in Bad Kreuznach: 2. Platz Einzel, 3. Platz Einzel (offene Klasse)
- 2005 EM in Jesolo (Italien): Gold im Einzel, Silber im Team
- 2006 DM in Schwerin: 2. Platz Einzel, 1. Platz Doppel (offene Klasse mit Jan Brinkmann)
- 2006 WM in Montreux (Schweiz): Gold im Einzel, Gold im Team (mit Rainer Schmidt)[5]
- 2007 DM in Offenburg: 1. Platz Einzel, 2. Platz Doppel (offene Klasse mit Jan Brinkmann)
- 2007 EM in Kranjska Gora (Slowenien): Gold im Einzel, Gold im Team (mit Rainer Schmidt)[6]
- 2008 DM in Neuenstein: 1. Platz Einzel, 2. Platz Doppel (offene Klasse mit Jan Brinkmann)
- 2008 DMM in Solingen: 2. Platz
- 2008 Paralympics in Peking (China): Silber im Einzel[7]
- 2009 DM in Alveslohe: 1. Platz Einzel, 1. Platz Doppel (Klasse 9,10 + AB  mit Jan Brinkmann)
- 2009 DMM in Koblenz: 2. Platz
- 2010 DM in Dietzenbach: 1. Platz Einzel, 3. Platz Doppel (Klasse 9,10 + AB  mit Jan Brinkmann)
- 2010 DMM in Übersee: 2. Platz
- 2011 DM in Greifswald: 1. Platz Einzel, 1. Platz Doppel (Klasse 9,10 + AB mit Jan Brinkmann)
- 2013 DM in Neuenstein: 1. Platz Einzel[8]

## Ehrungen
2011 wurde Daniel Arnold in die ITTF Hall of Fame aufgenommen. Die Aufnahme wurde bereits ein Jahr vorher bei der Behinderten-Weltmeisterschaft in Südkorea beschlossen. Da Arnold dort aber wegen einer Verletzung fehlte, wurde dies anlässlich der Bayerischen Meisterschaften der Behinderten in München 2011 nachgeholt.
Weitere Ehrungen:
- 2000: Ehrenmitglied des TSV Merching
- 2000: Ehrenbürger der Gemeinde Merching
- 2000: Silbernes Lorbeerblatt wegen der Erfolge bei den Paralympics in Sydney
- 2002: Sportpreis des bayerischen Ministerpräsidenten, überreicht von Edmund Stoiber[10]
- 2004: Daniel-Arnold-Förderpreis, mit dem die Gemeinde Merching gibt seit 2004 alle vier Jahre verdiente Sportler der Stadt auszeichnet
- 2004: Sportler des Jahres von Augsburg[11]
- 2004: Hermann-Haagen-Gedächtnispreis vom Bayerischen Tischtennis-Verband
- 2004: Silbernes Lorbeerblatt wegen der Erfolge bei den Paralympics in Athen
- 2006: „Best Player of World“ aller Schadensklassen vom Weltverband für Behinderte[12]
- 2006: Sportler des Jahres von Augsburg
- 2008: Silbernes Lorbeerblatt wegen der Erfolge bei den Paralympics in Peking

## Privat
Von Beruf ist Daniel Arnold Speditionskaufmann. Er lebt in Merching.